# Alice et les Contrebandiers
Alice et les Contrebandiers (titre original : The Haunted Bridge, littéralement : Le Pont hanté) est le quinzième roman de la série américaine Alice (Nancy Drew en VO) écrit par Caroline Quine, nom de plume collectif de plusieurs auteurs. L'auteur de ce roman est Mildred Wirt Benson. 
Aux États-Unis, le roman a été publié pour la première fois en 1937 par Grosset & Dunlap, New York. En France, il est paru pour la première fois en 1973 chez Hachette Jeunesse dans la collection « Idéal-Bibliothèque » et n'a plus été réédité depuis 1985. 

## Résumé
Remarque : le résumé est basé sur l'édition cartonnée parue en 1973 en langue française (collection « Idéal-Bibliothèque »).
James Roy, le père d'Alice, a invité sa fille et les deux amies de celle-ci, Bess et Marion, à passer quelques jours à Crest Hill, dans un hôtel consacré aux loisirs. Alice se distrait en jouant au golf. Lorsque sa balle atterrit à l'orée de la forêt, Sammy, son jeune caddie, refuse d'aller la récupérer : selon lui, un fantôme garde l'entrée du pont en corde qui se trouve à proximité. Alice décide d'en avoir le cœur net...

## Personnages

### Personnages récurrents
- Alice Roy : jeune détective amateur blonde, orpheline de mère, fille de James Roy.
- James Roy : avoué[2] de renom, père d'Alice Roy, veuf.
- Bess Taylor : jeune fille blonde et rondelette, une des meilleures amies d'Alice.
- Marion Webb : jeune fille brune et sportive, cousine germaine de Bess Taylor et une des meilleures amies d'Alice.
- Ned Nickerson : jeune homme brun et athlétique, ami et chevalier servant d'Alice, étudiant à l'université d'Emerson.

### Personnages spécifiques à ce roman
- Bill et Jack[3] : amis de Ned, étudiants à l'université d'Emerson.
- Sarah Berny : la fidèle gouvernante des Roy, qui a élevé Alice à la mort de sa mère.
- Mortimer Bartescol : client de l'hôtel, un jeune dandy pédant qui drague Alice.
- Sammy : le jeune caddie d'Alice.
- Margaret Judson : jeune femme, cliente de l'hôtel.
- Joe Haley : vieil homme qui habite une cabane dans la forêt.
- Norbert Wardell : homme jeune, neveu de Joe Haley.
- Mme Samuel Sutter.
- Mme Brownell : malfaiteur.

## Éditions françaises
Note : Toutes les éditions ont paru aux éditions Hachette Jeunesse.
- 1973 : Alice et les Contrebandiers — coll. « Idéal-Bibliothèque », cartonné, texte original. Illustré par Albert Chazelle. Traduction de Anne Joba. 25 chapitres. 185 p.  ;
- 1979 : Alice et les Contrebandiers — coll. « Bibliothèque verte », cartonné, texte abrégé. Illustré par Jean-Louis Mercier. Traduction de Anne Joba. 25 chapitres. 182 p.  ;
- 1985 : Alice et les Contrebandiers — coll. « Bibliothèque verte », cartonné (série "striée")[4], texte abrégé. Couverture de Philippe Daure, illustrations intérieures de Jean-Louis Mercier. Traduction de Anne Joba. 25 chapitres. 182 p.